# Ceyzérieu
Ceyzérieu és un municipi francès situat al departament de l'Ain i a la regió d'Alvèrnia-Roine-Alps. L'any 2007 tenia 885 habitants.

## Demografia

### Població
El 2007 la població de fet de Ceyzérieu era de 885 persones. Hi havia 361 famílies de les quals 95 eren unipersonals (55 homes vivint sols i 40 dones vivint soles), 127 parelles sense fills, 127 parelles amb fills i 12 famílies monoparentals amb fills.
La població ha evolucionat segons el següent gràfic:
Habitants censats

### Habitatges
El 2007 hi havia 527 habitatges, 375 eren l'habitatge principal de la família, 104 eren segones residències i 48 estaven desocupats. 511 eren cases i 15 eren apartaments. Dels 375 habitatges principals, 328 estaven ocupats pels seus propietaris, 41 estaven llogats i ocupats pels llogaters i 7 estaven cedits a títol gratuït; 1 tenia una cambra, 2 en tenien dues, 72 en tenien tres, 101 en tenien quatre i 199 en tenien cinc o més. 298 habitatges disposaven pel capbaix d'una plaça de pàrquing. A 138 habitatges hi havia un automòbil i a 199 n'hi havia dos o més.

### Piràmide de població
La piràmide de població per edats i sexe el 2009 era:
| Homes | Edats   | Dones |
| ----- | ------- | ----- |
| 0     | 95 o +  | 0     |
| 8     | 90 a 94 | 0     |
| 4     | 85 a 89 | 16    |
| 4     | 80 a 84 | 12    |
| 28    | 75 a 79 | 28    |
| 16    | 70 a 74 | 20    |
| 24    | 65 a 69 | 20    |
| 20    | 60 a 64 | 28    |
| 20    | 55 a 59 | 28    |
| 40    | 50 a 54 | 28    |
| 32    | 45 a 49 | 40    |
| 36    | 40 a 44 | 28    |
| 8     | 35 a 39 | 16    |
| 24    | 30 a 34 | 32    |
| 16    | 25 a 29 | 12    |
| 16    | 20 a 24 | 24    |
| 28    | 15 a 19 | 24    |
| 16    | 10 a 14 | 32    |
| 16    | 5 a 9   | 12    |
| 20    | 0 a 4   | 4     |

## Economia
El 2007 la població en edat de treballar era de 566 persones, 424 eren actives i 142 eren inactives. De les 424 persones actives 399 estaven ocupades (211 homes i 188 dones) i 25 estaven aturades (10 homes i 15 dones). De les 142 persones inactives 69 estaven jubilades, 32 estaven estudiant i 41 estaven classificades com a «altres inactius».

### Ingressos
El 2009 a Ceyzérieu hi havia 414 unitats fiscals que integraven 995 persones, la mediana anual d'ingressos fiscals per persona era de 19.417 €.

### Activitats econòmiques
Dels 25 establiments que hi havia el 2007, 1 era d'una empresa extractiva, 1 d'una empresa alimentària, 13 d'empreses de construcció, 4 d'empreses de comerç i reparació d'automòbils, 2 d'empreses de transport, 3 d'empreses de serveis i 1 d'una empresa classificada com a «altres activitats de serveis».
Dels 14 establiments de servei als particulars que hi havia el 2009, 1 era una oficina de correu, 1 taller de reparació d'automòbils i de material agrícola, 1 paleta, 1 guixaire pintor, 4 fusteries, 3 lampisteries, 1 electricista, 1 empresa de construcció i 1 perruqueria.
Dels 4 establiments comercials que hi havia el 2009, 1 era una botiga de més de 120 m², 1 una botiga de menys de 120 m², 1 una llibreria i 1 una sabateria.
L'any 2000 a Ceyzérieu hi havia 23 explotacions agrícoles que ocupaven un total de 296 hectàrees.

## Equipaments sanitaris i escolars
El 2009 hi havia una escola elemental.

## Poblacions més properes
El següent diagrama mostra les poblacions més properes.